# Mi pequeña traviesa
Mi pequeña traviesa es una telenovela Juvenil-Familiar mexicana producida y dirigida por Pedro Damián para Televisa en 1997 y 1998 en sustitución de Amada enemiga y queda reemplazado por Preciosa.
Protagonizada por Michelle Vieth y Héctor Soberón, con las participaciones antagónicas de Arleth Terán, Khotan Fernández y Mariana Seoane. Cuenta además con las actuaciones estelares de Enrique Rocha, Mauricio Islas, Rafael Inclán, Carmen Salinas, Katie Barberi, José María Torre y Aitor Iturrioz quien después fue reemplazado por Arath de la Torre. 
La novela es una adaptación de la telenovela argentina Me llaman Gorrión, original del escritor Abel Santa Cruz.

## Argumento
Julia González es una joven huérfana de madre que posee grandes aspiraciones profesionales en la vida, pero su padre queda paralítico a causa de un grave accidente y ella debe cambiar sus planes y quedarse en casa cuidando de su padre y sus dos hermanos pequeños. Sin embargo, con la ayuda de su amigo Juan Felipe, Julia encuentra el valor de salir a buscar trabajo pese a los peligros de la gran ciudad.
Mientras busca trabajo, Julia conoce a Alberto Miranda, un joven abogado de clase alta. Los dos se enamoran pese a la oposición de Antonio Miranda, padre de Alberto, y de numerosos obstáculos: Julia debe enfrentarse a Bárbara Chávez y a Deborah Díaz; esta última está obsesionada con Alberto y hará lo imposible para retenerlo. No obstante, Julia no se rinde y sigue luchando por Alberto sin sospechar que el accidente de su padre fue provocado y que Deborah sabe quién es el culpable.

## Elenco
- Michelle Vieth - Julia "Traviesa" González / Julio González
- Héctor Soberón - Alberto Miranda
- Enrique Rocha - Antonio Miranda Del Villar
- Rafael Inclán - Marcello Fabio
- Martha Roth - Elena Del Villar vda. de Miranda
- Rosario Gálvez - Sofía Márquez
- Anahí - Samantha Alarcón
- Eduardo Arroyuelo - Josefo "Eje 8" Méndez
- Julio Bracho - El "Galaxi"
- Khotan Fernández - Ignacio Fernández Martínez "Mercurio"
- Mauricio Islas - Juan Felipe García
- Margarita Magaña - Mariana Fabio
- Gustavo Navarro - Martín García
- Mariana Seoane - Bárbara Fernández Martínez
- Arleth Terán - Déborah Díaz Arriaga
- José María Torre - Antonio "Toño" González
- Katie Barberi - Pamela
- Juan Carlos Bonet - Diego
- Ricardo Dalmacci - Gerardo Arriaga
- Aitor Iturrioz - Hugo Alarcón (#1)
- Arath de la Torre - Hugo Alarcón (#2)
- Alicia Fahr - Eloísa Arriaga vda. de Díaz
- Martha Ofelia Galindo - La Chata
- Arturo García Tenorio - Rafael González
- Rebeca Manríquez - Gloria
- Beatriz Moreno - Rosa de Fabio
- Gerardo Murguía - Manuel Avalos
- Alejandra Peniche - Amalia vda. de García
- Judy Ponte - Carmen
- Mariagna Prats - Fernanda de Miranda
- Adrián Ramos - Don Vicente "Chente" Fernández
- Tomás Goros - "El Raspa"
- Polo Ortín - Macario
- Gerardo Albarrán - Comandante Guerra
- Eleazar Gómez - Enrique "Quique" González
- Francisco Huerdo -  Luigi Fabio
- Carmen Salinas - Doña Matilde "Mati"
- Cecilia Suárez - Pilar "Pily" Alarcón
- Eduardo Antonio - "El Caribeño"
- Verónika con K - Ramona
- Sebastián Rangel - Juanito
- Alejandro Montoya
- Alejandro Ciangherotti III - Dr. Raúl
- Eduardo Iduñate - Andrés
- Cinthia Arvide - Mari Trini
- Katalina Krueger - Oxana
- Renato Bartilotti - El Sopas
- Rafael Bazán - Maicro
- Jorge Capin - El Cholo
- Ehecátl Chávez - El Navajo
- Martha Itzel - Edith Méndez de García
- Alejandra Jurado - Lucía "Lucy"
- José Pablo López - El Brody
- Mapy Sordo - Geisha
- Odiseo Bichir - Salvador
- Irán Castillo - Preciosa
- Gabriela Tavela
- Bobby Larios - Entrevistador
- Samuel Loo - Chino
- Rubén Cerda

## Equipo de producción
- Historia original de: Abel Santa Cruz
- Adaptación: María Cervantes Balmori, Katia Ramírez Estrada
- Coadaptación: Blanca Peña
- Edición literaria: Rosario Velicia
- Canción tema: Te quiero tanto, tanto mi pequeña traviesa
- Intérprete: OV7
- Producción musical: Guillermo Méndez Guiú
- Escenografía: Mirsa Paz
- Ambientación: Sandra Cortés
- Diseño de vestuario: Myriam Guerrero
- Musicalización: Juan López Arellano
- Editor: Claudio González
- Directores de escena adjuntos: Eloy Ganuza, Luis Pardo
- Coordinadora de producción: Georgina Garibay García
- Gerente de producción: Jaime Gutiérrez Cáceres
- Director de cámaras: Carlos Sánchez Zúñiga
- Productores asociados: Nicandro Díaz González, Georgina Castro Ruiz
- Director y productor: Pedro Damián

## Premios

### Premios TVyNovelas 1999
| Categoría               | Nominada       | Resultado |
| ----------------------- | -------------- | --------- |
| Mejor debutante del año | Michelle Vieth | Ganadora  |

## Versiones
- En Argentina realizó la primera versión titulada Me llaman Gorrión protagonizada por Beatriz Taibo y Alberto Martín en 1972.
- En Perú se realizó la segunda versión titulada Me llaman Gorrión protagonizada por Regina Alcover en 1973.
- Panamericana Televisión realizó una versión en 1994 titulada Gorrión con Marisol Aguirre y Christian Meier.
- La cadena brasileña SBT realizó en el año 2002 una versión de esta telenovela titulada Pequena Travessa, adaptada por Ecila Pedroso, dirigida por Jacques Lagôa y Henrique Martins, producida por David Grimberg y Gilberto Nunes y protagonizada por Bianca Rinaldi y Rodrigo Veronese.
- Televisa realizó en 2010 la versión de esta telenovela titulado Niña de mi corazón, también producido por Pedro Damián y protagonizado por Paulina Goto y Erick Elías.

- Datos: Q9032210